# Let Forever Be
«Let Forever Be» es una canción del dúo inglés de big beat The Chemical Brothers, fue lanzada como segundo sencillo de su tercer álbum Surrender. Incluye las voces de Noel Gallagher de Oasis, quien también coescribió la canción. El loop de la batería y el efecto de los platillos tienen similitud con los de la canción de los Beatles "Tomorrow Never Knows". Ambos sencillos pertenecen al álbum Surrender,  The Diamond Sky es la versión demo de la canción Surrender y Studio K la versión demo de The Sunshine Underground
La canción aparece en una escena eliminada de la película Eurotrip. La canción también aparece en la película El Sueño de Jimmy Grimble, filmada en Mánchester en el año 2000. Por último, la canción aparece al principio de un episodio de CSI: Miami llamado "Triple Amenaza".
"Let Forever Be" fue el cuarto sencillo de The Chemical Brothers en ingresar a la lista de los diez más populares del Reino Unido, alcanzando el puesto número 9 en la lista de sencillos del Reino Unido. Esta canción fue también uno de sus mayores éxitos en los Estados Unidos, alcanzando el puesto 29 en el Modern rock Tracks de Billboard.

## Lista de canciones
1. «Let Forever Be» – 3:56
2. «The Diamond Sky» – 3:37
3. «Studio K» – 5:48

## Video musical
El video de la canción fue dirigido por Michel Gondry, quien utilizó efectos especiales para escenificar las pesadillas de una niña (interpretada por la actriz y bailarina Stephanie Landwehr). El vídeo, que se inspiró en gran parte en la producción de Ray Davies para Granada TV , Starmaker en 1975, recibió mucha atención de los medios y se convirtió en uno de los videos más reconocidos de la banda. El vídeo también hace referencias visuales y temáticas específicas a la secuencia de baile de "Dames" (música de Harry Warren, letra de Al Dubin), la coreografía fue creada por Busby Berkeley para el musical Dames (1934)de la Warner Brothers , y dirigida por Ray Enright.

## Historial de lanzamientos
| Región      | Fecha de lanzamiento | Disquera             | Formato   | Catálogo   |
| ----------- | -------------------- | -------------------- | --------- | ---------- |
| Japón       | 1999-7-23            | Virgin Records Japón | CD        | VJCP-12127 |
| Reino Unido | 1999-8-2             | Freestyle Dust       | CD        | CHEMSD9    |
| Reino Unido | 1999-8-2             | Freestyle Dust       | 12" vinyl | CHEMST9    |
| Reino Unido | 1999-8-2             | Freestyle Dust       | Casete    | CHEMSC9    |
| USA         | 1999-8-3             | Astralwerks          | CD        | ASW95999-2 |